# Little Ormes Head
Little Ormes Head är en udde i Storbritannien.   Den ligger i riksdelen Wales, i den södra delen av landet, 300 km nordväst om huvudstaden London.
Terrängen inåt land är kuperad åt sydväst, men österut är den platt. Havet är nära Little Ormes Head åt nordost. Runt Little Ormes Head är det ganska tätbefolkat, med 60 invånare per kvadratkilometer. Närmaste större samhälle är Llandudno, 4,4 km väster om Little Ormes Head. Trakten runt Little Ormes Head består i huvudsak av gräsmarker.